# Nanofiltración

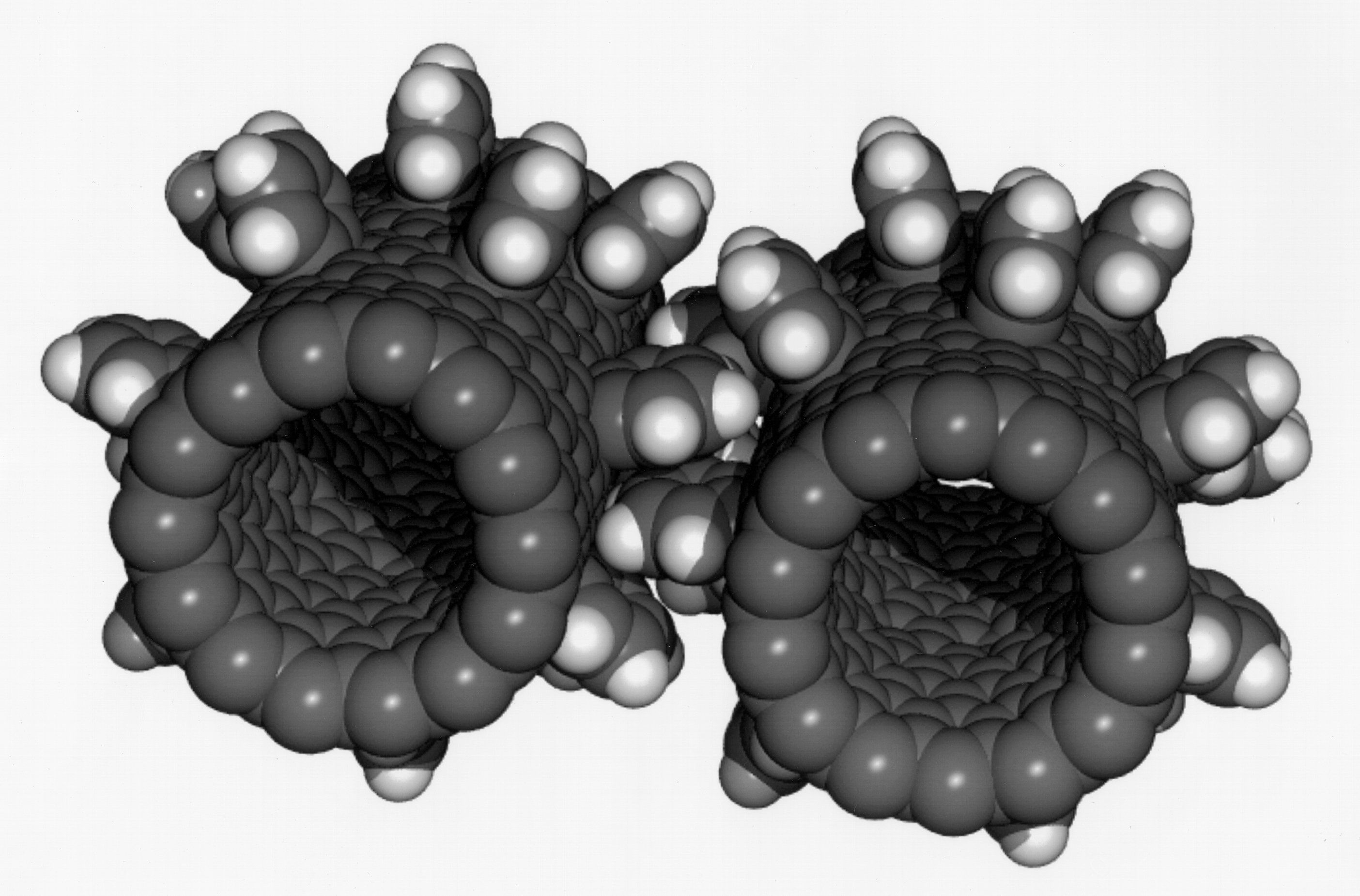
Simulación del proceso

La nanofiltración es el proceso mediante el cual se hace pasar un fluido a través de una membrana semipermeable a una determinada presión de forma que se produce una separación basada en el tamaño de las moléculas que pueden atravesar dicha membrana (entre 0.001 y 0.01 mm). Se obtienen dos corrientes del fluido de entrada: el permeado, que es el fluido que ha pasado a través de la membrana y al cual se le han retirado los componentes cuyo peso molecular es mayor que el tamaño de poro de la membrana, y el concentrado, que es la que corresponde al fluido que no ha atravesado la membrana y que concentra los componentes de la corriente principal.
La técnica es principalmente aplicada en la purificación de agua, agua potable, la eliminación de sustancias orgánicas, tales como microcontaminantes e iones multivalentes. Las membranas de nanofiltración retienen moderadamente las sales univalentes.
Otras aplicaciones de la nanofiltración son:
- La eliminación de pesticidas de las aguas subterráneas.
- La eliminación de metales pesados de las aguas residuales.
- Reciclaje de aguas residuales en lavanderías.
- Ablandamiento del agua.
- Eliminación de nitratos.
- Reducción / eliminación de color / materia orgánica.
- Desmineralización del suero lácteo / concentración de lactosa y proteínas.
- Concentración y separación de azúcares.
- Recuperación de lavados CIP.
- Purificación / Concentración de productos.
- Recuperación de subproductos (salmueras).
- Filtración de CO2

## Materiales
Los materiales, llamados MOFs, o armazones organometálicos, y que a veces son descritos como "esponjas de cristal", ya han demostrado anteriormente tener gran potencial para almacenar hidrógeno y metano. A nivel molecular, los MOFs son andamios compuestos de cubos de metal unidos entre sí por vigas de compuestos orgánicos, una estructura diseñada para aumentar al máximo el área de la superficie.
La Universidad de Adelaida es una universidad pública australiana con campus universitario en la ciudad de Adelaida, en Australia Meridional, y una de las mejores del mundo, por esta razón busca ser pionera en diversos tipos de investigaciones, dentro de las innovaciones que ha presentado se encuentra una propuesta que podría ser la respuesta para ayudar a la reducción del CO2 y así eliminar sus efectos nocivos. Un grupo de científicos integrados por miembros de la universidad desarrolló un nuevo material con nanotecnología para reducir la contaminación que generan las centrales eléctricas alimentadas por combustibles fósiles. Este nuevo material sirve para separar el dióxido de carbono (CO2) del nitrógeno, otro de los componentes que se liberan en las centrales eléctricas cuando queman el carbón. Esto facilita en gran medida la absorción del CO2, evitando su liberación en la atmósfera, lo cual contrarrestaría una de las grandes problemáticas que enfrenta el hombre: el efecto invernadero.
Además posee una cualidad ultraabsorbente denominada armazón organometálico, que tiene la capacidad de separar eficientemente el CO2 del nitrógeno. El material es muy similar a una esponja, pero a escala nanométrica y sus poros microscópicos retienen las moléculas de CO2, mientras que las de nitrógeno, que son un poco más grandes, quedan afuera. Existen otros métodos de absorción de CO2, pero son muy costosos y consumen mucha energía. Este nuevo nanomaterial promete ser mucho más eficiente energéticamente, además de que es muy fácil de fabricar.
Un nuevo invento que sirve para atenuar el grave daño que las actividades humanas le hacen al medio ambiente, será un gran aporte a la ecología si su desarrollo demuestra que es factible su instalación en todas las centrales eléctricas que funcionen con combustibles fósiles, en cada rincón de nuestro querido planeta Tierra.
El dióxido de carbono es uno de los gases de efecto invernadero, que contribuye a que la Tierra tenga una temperatura habitable, siempre y cuando se mantenga dentro de un rango determinado. Sin dióxido de carbono, la Tierra sería un bloque de hielo. Por otro lado, un exceso de dióxido de carbono acentúa el fenómeno conocido como efecto invernadero, reduciendo la emisión de calor al espacio y provocando un mayor calentamiento del planeta. Es por esto que muchos expertos han buscado nuevas soluciones que sean amigables con el medio ambiente y una de ellas es investigada por la Nanotecnología. En palabras de la Dra. Bárbara Karn “La nanotecnología ecológica no es una fantasía lejana de ‘Star Trek’, empresas e investigadores clave en nanotecnología se están responsabilizando para garantizar que la fabricación de los productos nanotecnológicos sea segura para el medioambiente y que los riesgos que estos presentan para el hombre y el medioambiente se minimicen tanto durante su producción como durante su consumo. Queremos destacar estos esfuerzos y buscar formas de ayudar a potenciar este tipo de innovaciones”.